# Tranguebar

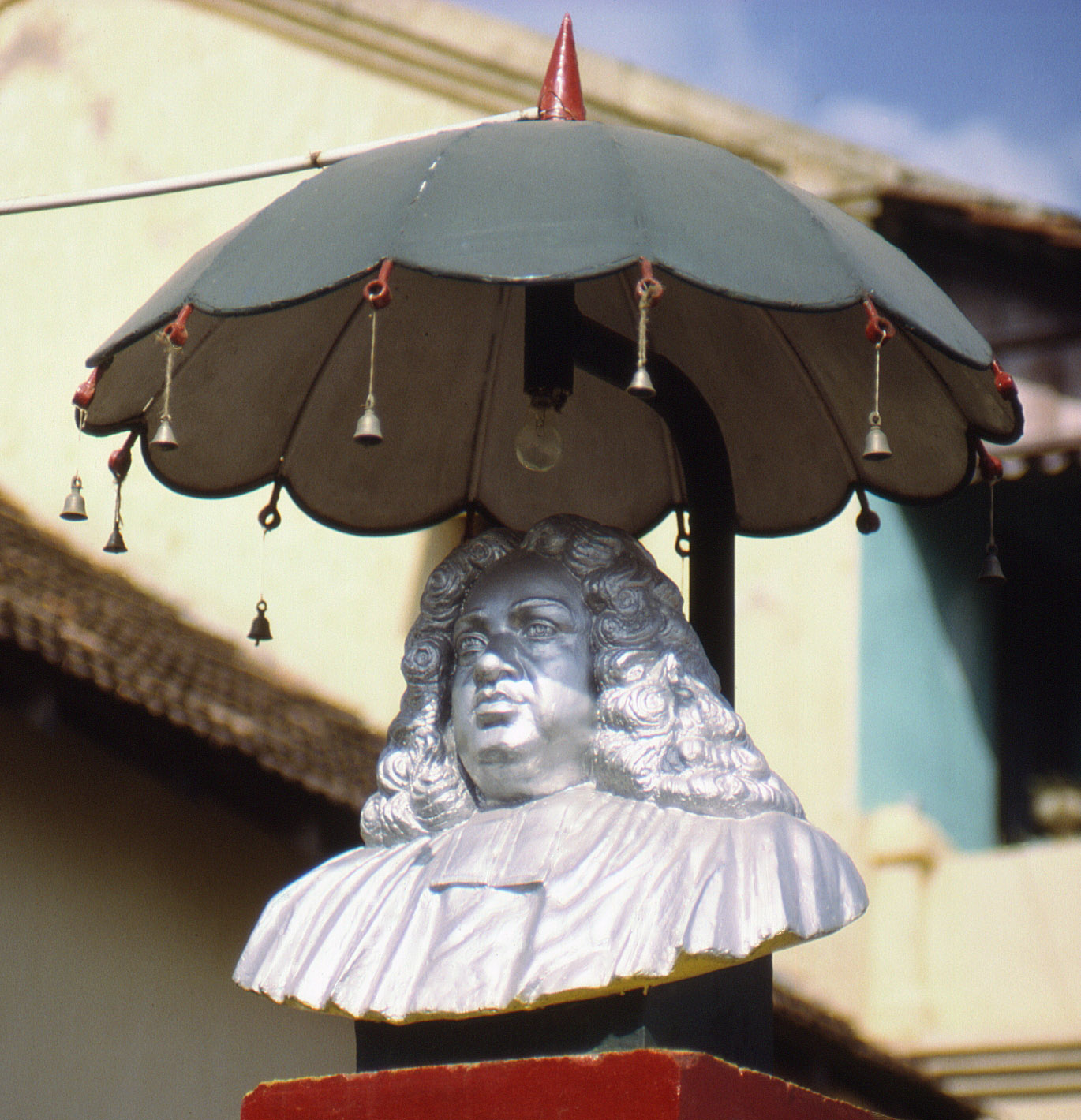
Popiersie Bartholomäusa Ziegenbalga w Trankebarze

Tranguebar (Trankebar/Tranquebar) – w latach 1620–1845 duńska kolonia w Indiach.
Pozyskanie tej kolonii było wynikiem działania założonej z inicjatywy króla Chrystiana IV Kompanii Wschodnioidyjskiej. Ruch handlowy między Danią a Tranguebarem nie był duży, gdyż inwestycja przynosiła mniej dochodu, niż się spodziewano. W pierwszych 19 latach istnienia kolonii wysłano do niej tylko 18 okrętów (z czego 11 zaginęło). Tranguebar sprzedano więc Anglii.
Obecnie Tranguebar jest w trakcie restauracji z myślą o ruchu turystycznym. Miasto znane jest pod nazwą Tarangambadi.